# Irene Pepperberg
Irene Maxine Pepperberg (* 1. April 1949 in Brooklyn, New York City) ist eine US-amerikanische Wissenschaftlerin an der Brandeis University in Waltham (Massachusetts).
Nach der schulischen Ausbildung studierte sie Chemie und schloss 1969 mit dem Bachelor of Science (B.Sc.) am Massachusetts Institute of Technology und 1971 mit dem Master of Arts (M.A.) an der Harvard University ab. 1976 promovierte sie zum Doctor of Philosophy (Ph.D.) in Chemischer Physik ebenfalls an der Harvard University.
Ihr Arbeitsgebiet sind die Grundlagen von Sprache und Kommunikation. Sie untersucht unter anderem die Unterschiede in der Gehirnfunktion zwischen Säugetieren und Vögeln.
Irene Pepperbergs Studien mit dem Graupapagei Alex gelten als ein Meilenstein der Sprachforschung. Alex’ Wortschatz sowie die gezielte Anwendung desselben haben zu einer Neubewertung der kognitiven Fähigkeiten von Vögeln geführt. Alex’ Fähigkeit, die Bedeutung von Worten zu erkennen und anzuwenden, werden von der Forscherin als vergleichbar mit der eines zweijährigen Kindes betrachtet.
Irene Pepperberg ist gleichermaßen im Schutz wildlebender Papageien engagiert.

### Bücher
- Irene M. Pepperberg: The Alex Studies. Cognitive and Communicative Abilities of Grey Parrots. Harvard University Press, Cambridge Mass. 2000, ISBN 0-674-00051-X.
- Irene M. Pepperberg: Alex und ich: Die einzigartige Freundschaft zwischen einer Harvard-Forscherin und dem schlausten Vogel der Welt. mvg Verlag. 2009, ISBN 3868820264.

### Artikel (Auswahl)
- Pepperberg, I.M., Gray, S.L., Cornero, F.M., Mody, S., & Carey, S. (2019). Logical reasoning by a Grey parrot (Psittacus erithacus)? A case study of the disjunctive syllogism. Behaviour 156:409-445.
- Pepperberg, I.M., Gray, S., Lesser, J.S., & Hartsfield, L.A. (2017). Piagetian liquid conservation in Grey parrots (Psittacus erithacus). Journal of Comparative Psychology,
- Pepperberg, I.M. (2019). Grey parrots: Studies in avian cognition. Encyclopedia of Animal Behavior, 2nd ed. J. Choe, ed., Oxford, pp. 83-89.
- Pepperberg, I.M. (2017). Alex the Parrot. In J. Vonk & T.K. Shackelford (Eds.), Encyclopedia of Animal Cognition and Behavior, Springer
- Pepperberg, I. M., Koepke, A., Livingston, P., & Hartsfield, L. A. (2013). Reasoning by inference: Further studies on exclusion in grey parrots (Psittacus erithacus). PsycEXTRA Dataset. doi:10.1037/e598032013-086
- Pepperberg, I.M. (2004). Cognitive and communicative abilities of Grey Parrots: Implications for the enrichment of many species. Animal Welfare 13:S203-208
- Pepperberg, I.M., Howell, K.S., Banta, P.A., Patterson, D.K. and Meister, M. (1998). Measurement of the trachea of the Grey Parrot (Psittacus erithacus) via Magnetic Resonance Imaging, dissection and Electron Beam Computed Tomography. J. Morphol., 238:81-91.
- Pepperberg, I.M. (1990). An investigation into the cognitive capacities of an African Grey Parrot (Psittacus erithacus). Advances in Study of Behavior, P.J.B. Slater, J.S. Rosenblatt, C. Beer, eds., Academic Press.